# 帕伦蒂
帕伦蒂（義大利語：Parenti），是意大利科森扎省的一个市镇。总面积37平方公里，人口2299人，人口密度62.1人/平方公里（2009年）。ISTAT代码为078093。